# Tronchuda-kool
Tronchuda-kool (Portugees: couve-tronchuda) (Brassica oleracea var. costata), ook  Portugese kool (Portugees: couve-portuguesa) genoemd, is een variëteit van kool die oorspronkelijk in Portugal werd gekweekt. Deze koolvariëteit heeft dikke, groene bladeren met dikke, vlezige, witte bladnerven (Latijn: costata, 'geribd') die op een korte, dikke stronk staan. De bladkool kreeg haar naam tronchuda, synoniem van 'troncha' (stronkig), vanwege de dikke stronken en bladnerven, in het Portugees 'tronchos' of 'talos' genoemd. Tronchuda-kool is ook bekend als penca, voornamelijk in het noorden van Portugal. De uitdrukking penca is van preromaanse oorsprong, waarschijnlijk Keltisch met de betekenis 'direct van de stengel geplukt', een bladeigenschap. Tronchuda-kool en Galicische kool vormen samen een unieke groep met dezelfde genetische achtergrond binnen Brassica oleracea. 

## Cultivatie
De planten worden geteeld om hun grote, groengekleurde, eetbare bladeren met de dikke, vlezige, witte bladnerven, voornamelijk in Portugal, Galicië (Spanje) en in regio's in de wereld met een sterke Galicische of Portugese invloed. Ze zijn perfect aangepast aan de kustgebieden in Zuidwest-Europa met milde winters en koele zomers. De bladeren worden over het algemeen gebruikt als gekookte groente, met name in traditionele Portugese gerechten, zoals bijvoorbeeld cozido-à-portuguesa of 'kabeljauw met penca', die tijdens kerstvieringen wordt geserveerd. Tronchuda-kool is vooral geliefd vanwege de sappige, zoetige smaak van de dikke bladeren en hoofdnerf, die ondanks haar dikte zacht is. 

## Afbeeldingen

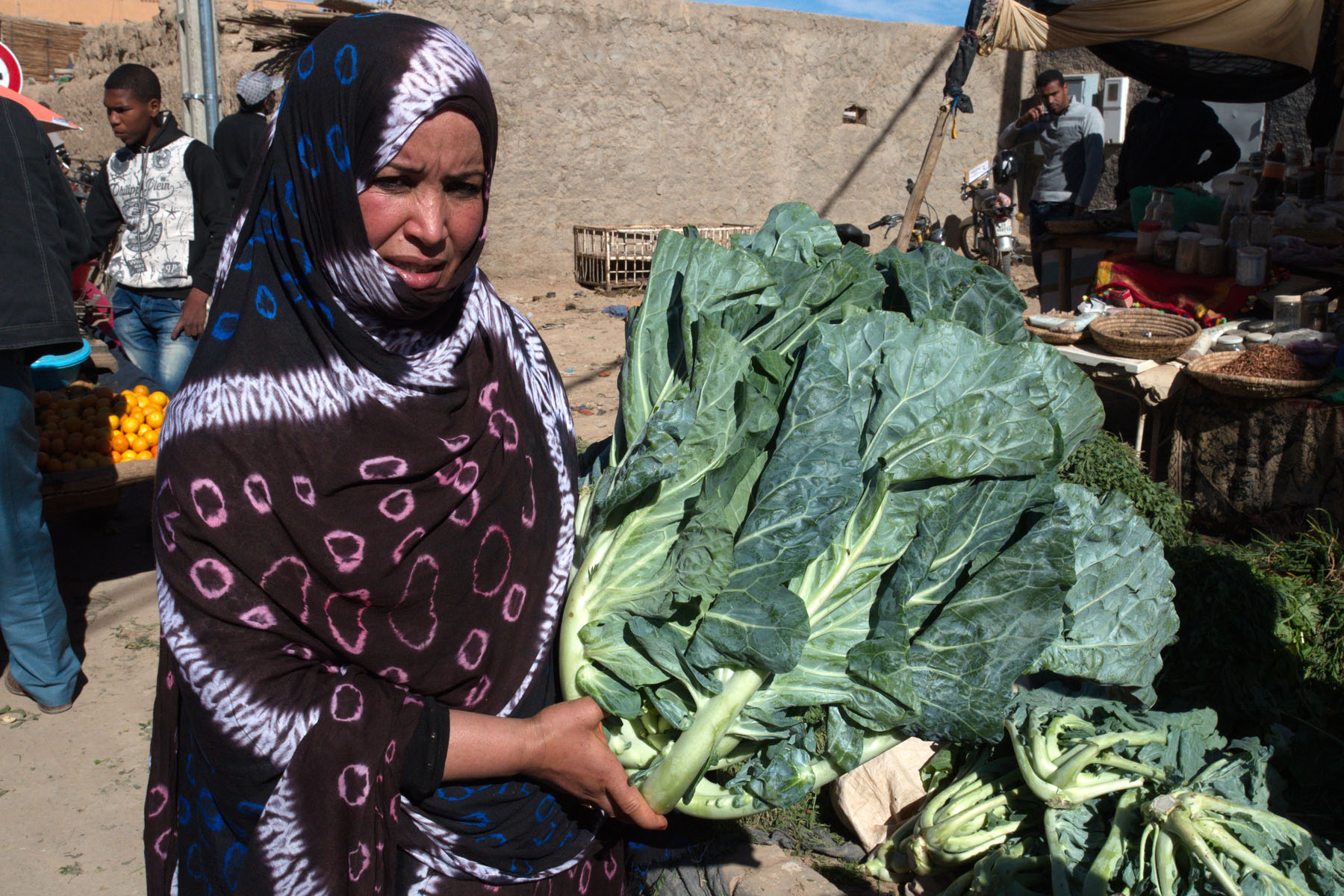
Tronchuda-kool op een markt in Rissani (Marokko)
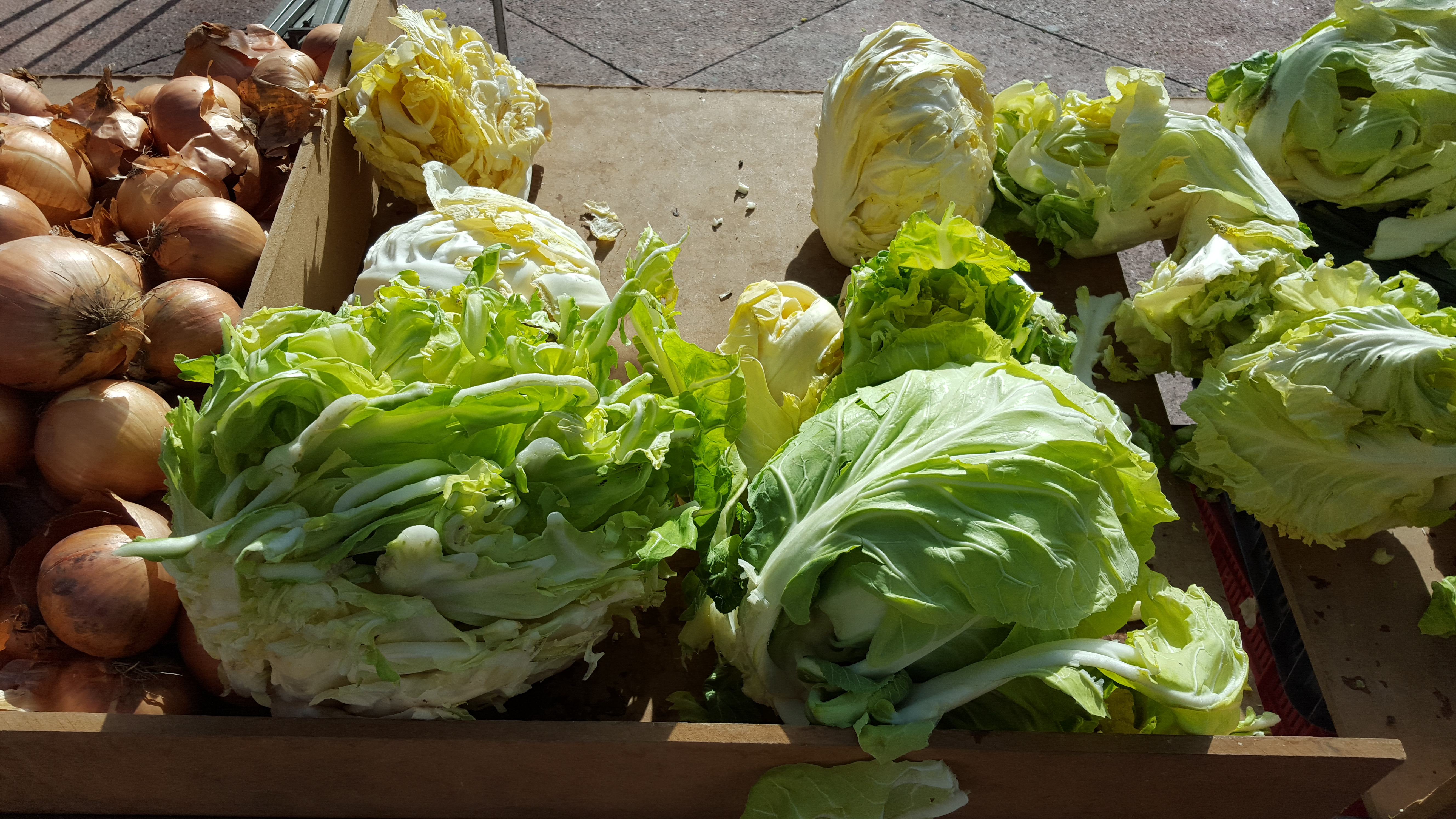
Tronchuda-kool op een markt in Ávila (Spanje)